# Forum politique de haut niveau pour le développement durable

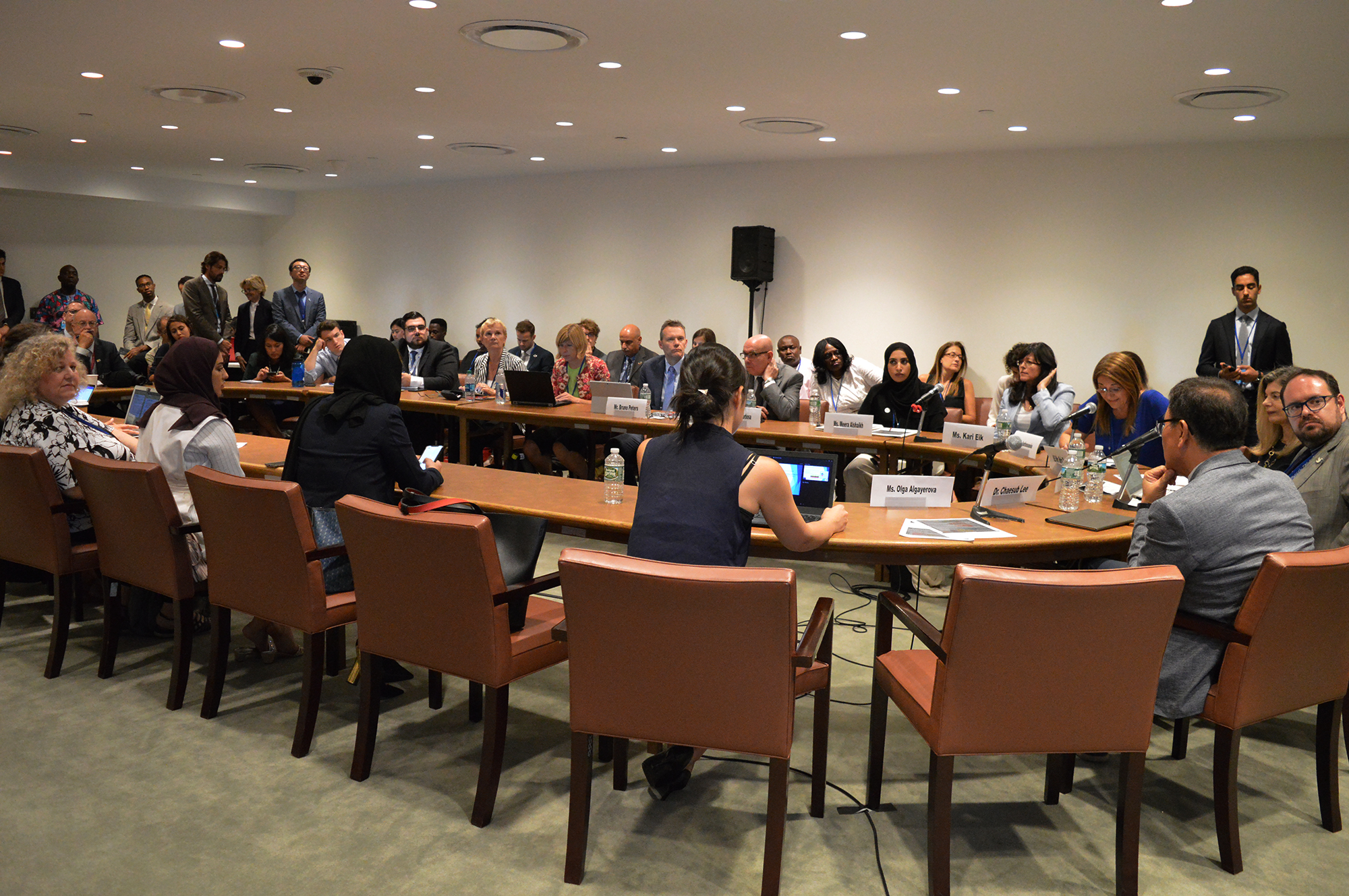
Conférence HLPF 2018 sur le développement durable.

Le Forum politique de haut niveau pour le développement durable (FPHN) est la plate-forme centrale des Nations unies pour le suivi et l'examen de l'Agenda 2030 pour le développement durable et les Objectifs de développement durable (ODD), adoptés par l'Assemblée générale de l'ONU le 25 septembre 2015.
Il remplace la Commission du développement durable (Nations unies).
Il se réunit tous les ans pendant huit jours en juillet à New York. Il comprend des revues nationales volontaires de différents pays et des revues thématiques des progrès réalisés sur les ODD, appuyés par les examens des commissions techniques de l'ECOSOC et d'autres organes et forums intergouvernementaux.

## Objectifs
Le FPHN participe au renforcement de la gouvernance du développement durable aux Nations unies.
Il a pour mandat de :
- fournir un leadership politique et des recommandations pour le développement durable,
- suivre et examiner les progrès dans la mise en œuvre des Objectifs de développement durable,
- améliorer l'intégration des dimensions économiques, sociales et environnementales du développement durable,
- avoir un agenda ciblé, dynamique et axé sur l'action,
- envisager des défis de développement durable nouveaux et émergents,
- depuis 2016, assumer les fonctions des examens ministériels annuels de l'ECOSOC sur les ODD.

Le forum se réunit :
- tous les quatre ans au niveau des chefs d'État et de gouvernement sous l'auspice de l'Assemblée générale,
- chaque année sous les auspices de l'ECOSOC.

## Réunions annuelles
Tous les ans depuis 2013, le Forum politique se réunit pour une session en juillet. En 2020, exceptionnellement, le forum se tient virtuellement, en raison de la pandémie de Covid-19.

### Édition 2013 (24 septembre)
Le thème de la réunion est « Construire le futur que nous souhaitons : de Rio+20 à l'agenda de développement post-2015 ».
La réunion s'est tenue lors de l'Assemblée générale des Nations unies.

### Édition 2014 (30 juin-9 juillet)
La réunion de l'ECOSOC vise à « Clôturer les OMD et paver le chemin pour un agenda de développement post-2015 ambitieux, incluant les ODD ».

### Édition 2015 (26 juin-20 juillet)
Le thème de cette édition sous auspice de l'ECOSOC est « Renforcer l'intégration, l'implémentation et la révision - le Forum International après 2015 ».

### Édition 2016 (11-20 juillet)
Le thème de la réunion est « ne laisser personne de côté ».
22 États se portent volontaires à produire une revue nationale.
Pour les éditions suivantes, il est décidé de cibler certains ODD en particulier.

### Édition 2017 (10-19 juillet)
Le thème de cette réunion est « éradiquer la pauvreté et promouvoir la prospérité dans un monde changeant ».
7 ODD ont été ciblés : OOD1, ODD2, ODD3, ODD5, ODD9, ODD14, ODD17
43 États se portent volontaires à une revue nationale.

### Édition 2018 (9-18 juillet)
Le thème de cette réunion est « la transformation vers des sociétés durables et résilientes ».
6 ODD sont ciblés : OOD6, ODD7, ODD11, ODD12, ODD15, ODD17
48 États portent volontaires à une revue nationale.

### Édition 2019 (9-18 juillet)
En 2019, deux réunions du Forum se tiennent.
La première, sous les auspices de l'ECOSOC, a pour thème « encapaciter les personnes et assurer l'inclusivité et l'équité ». 6 ODD sont ciblés : ODD4, ODD8, ODD10, ODD13, ODD16, ODD17.
La seconde est le Sommet ODD de l'Assemblée générale des Nations unies.

### Édition 2020 (7-16 juillet)
Pour cette édition 2020 (ECOSOC) qui se tient entièrement virtuellement, le thème est le suivant : « Action accélérée et chemins de transformation : réaliser la décennie de l'action et de la réalisation du développement durable ».

### Édition 2021 (6-15 juillet)
Le thème de l'édition 2021, sous les auspices de l'ECOSOC, est « La récupération résiliente et durable de la pandémie de Covid-19, qui promeut les dimensions économique, sociale et environnementale du développement durable : construire un chemin inclusif et efficace pour la réalisation de l'Agenda 2030 dans le contexte de la décennie de l'action et la réalisation du développement durable ».

### Édition 2022
Le thème de l'édition sous les auspices de l'ECOSOC en 2022 est « Mieux reconstruire après la pandémie de coronavirus (Covid-19) et pleine implémentation de l'Agenda 2030 pour le développement durable ».

### Édition 2023 (10-19 juillet)
Le thème de la réunion 2023 (ECOSOC) est : « Accélérer la récupération de la pandémie de coronavirus (Covid-19)  et la pleine implémentation de l'Agenda 2030 pour le développement durable à tous les niveaux ».
Lors de la semaine de haut-niveau de l'AGNU, en septembre 2023, les chefs d’État et les gouvernements des États membres se sont réunis pour le Sommet SDG 2023,.

### Édition 2024
Le thème de l'édition 2024 est « Renforcer l’Agenda 2030 et éradiquer la pauvreté en période de crises multiples : la fourniture efficace de solutions durables, résilientes et innovantes ».
Le FPHN de 2024 se concentre sur les ODD1 ; ODD2 ; ODD13 ; ODD16 ; ODD17. Il est sous les auspices de l'ECOSOC.